# Ernst Weymar
Ernst Weymar (* 18. Mai 1920 in Waldlaubersheim; † 1. Juni 1986) war ein deutscher Historiker und Geschichtsdidaktiker an der Pädagogischen Hochschule Osnabrück.

## Leben
Ernst Weymar absolvierte zunächst eine Ausbildung als Kraftfahrzeughandwerker, erwarb 1951 das Abitur und studierte Geschichte an der Christian Albrechts-Universität zu Kiel, wo er 1958 promovierte. Nach kurzer Tätigkeit als wissenschaftlicher Assistent ebd. wurde er 1960 Professor an der Pädagogischen Hochschule Osnabrück, die 1973 zur Universität ausgebaut wurde.
Bereits 1970 unterschied er das überprüfbare Sachurteil vom moralischen Werturteil im Geschichtsunterricht, woran Karl-Ernst Jeismann anknüpfte. Grundlegend ist Weymars Einteilung der Dimensionen der Geschichtswissenschaft in Geschichtsforschung – Geschichtstheorie – Didaktik der Geschichte. Mit anderen stellte er das Geschichtsbewusstsein ins Zentrum der Geschichtswissenschaft.

## Werke (Auswahl)
- Die neuere Geschichte in den Schulbüchern europäischer Länder (= Schriftenreihe des Internationalen Schulbuchinstituts, Bd. 1). Limbach, Braunschweig 1956.
- Das Selbstverständnis der Deutschen. Ein Bericht über den Geist des Geschichtsunterrichts der höheren Schulen im 19. Jahrhundert. Klett, Stuttgart 1961 (beruht auf der Dissertation an der Universität Kiel 1958).
- Geschichte und politische Bildung. Niedersächsische Landeszentrale für Politische Bildung, Hannover 1967.

- Werturteile im Geschichtsunterricht. In: Geschichte in Wissenschaft und Unterricht. Bd. 21 (1970), Ausg. 3, S. 198–215.
- Eberhard Jäckel, Ernst Weymar (Hrsg.): Funktion der Geschichte in unserer Zeit. [Karl Dietrich Erdmann zum 29. April 1975]. Klett, Stuttgart 1975, ISBN 3-12-902160-4
- Geschichtswissenschaft und Theorie. Ein Literaturbericht. Klett, Stuttgart 1979.
- Dimensionen der Geschichtswissenschaft. Geschichtsforschung – Theorie der Geschichtswissenschaft – Didaktik der Geschichte. In: Geschichte in Wissenschaft und Unterricht. Bd. 33 (1982), S. 1–11, 65–78, 129–153.
- Das Europäische Geschichtsbild in deutschen Schulbüchern. In: Geschichte in Wissenschaft und Unterricht, Bd. 34 (1983), S. 134–161.